# MARSFLAG
MARS FLAG（マーズフラッグ）はEnterprise向けCloud-Base-SearchEngine を開発する日本の株式会社である。

## 特徴
企業向けサーチエンジンを提供している日本のITベンチャー企業。
当時「見える」商用検索エンジンでポータルサービスとして登場。現在は企業向け各種サーチエンジンサービスを展開している。

## 企業向けサイト内検索MARS FINDERの主な特徴
SONY、Panasonic、Canon、SHARP、MUFG、本田技研工業、三菱電機、資生堂、NEC、リコー、EPSON、キリンビール、アサヒビール 、NISSAN、スクウェア・エニックス、楽天 などをはじめとした、日本の大多数のグローバルブランド企業や内閣府をはじめとする中央官庁がサイト内のサーチエンジンとして利用している。
日本のテクノロジー系ITベンチャーには珍しく、中国や東南アジアへの積極的な海外進出も果たしている。サーチクラウド用のデータセンターは国内に2箇所、中国の北京に1カ所、シンガポールに1カ所保有している。競合の Google の SearchAppliance と比較して、アジア言語への強さ、カスタマイズの幅が広いなども特徴である。
契約者のサポートは問い合わせフォームからのみとなっており、電話対応等のサポートは受けられない。

## 終了したサービス
（現在はサービスしていない）ポータルサーチエンジンは2005年（平成17年）3月9日からβ版が開始。2006年（平成18年）5月8日に正式サービスを開始した。イベントには眞鍋かをりを起用した。2012年(平成24年)5月31日ポータルサーチエンジンは Enterprise B2B Serviceに転用することで発展的終了。
過去には日本初のクラウドサービスである、BookMark管理の FACE (MARK AGENT) も提供していた。ユーザーが FACE (MARK AGENT) に登録したデータは MARS FLAG の検索用統計情報として利用され、通常あり得ないURLをダミーでお気に入りサービスに登録すると、翌日にはMARSFLAGの検索結果に反映されるケースが見受けられた。

## 沿革
- 1998年 代表者の武井信也らが創業（当時の社名はbe void）
- 2004年 プロトコーポレーションの資本参加(5億円)を受ける
- 2005年 SBIホールディングス、ジャフコをはじめとする国内ベンチャーキャピタルからの投資(6億円)を得る
- 2011年 代表者の武井信也を中心とした経営陣によるMBO(マネジメント・バイアウト)を完了させ、独立した企業グループへ戻る
- 2012年 ポータル検索サービス marsflag.com を 5/31 をもって終了。企業向けを核としたグローバル展開への注力を発表
- 2013年 シンガポールオフィス 開設
- 2015年 パラトライアスリート 秦 由加子選手とスポンサー契約を締
- 2016年 検索窓おすすめ表示「MARS EXPLORER」販売開始 上海オフィス 開設
- 2019年 京橋に本社オフィスを移転